# Paco Baena Palma
Paco Baena Palma   (Granada, 1947) és un fotògraf i publicista espanyol, especialista en el món del còmic, del qual és un afamat col·leccionista.
Juntament amb José Luis Villanueva va ser un dels impulsors del Museu del còmic i la il·lustració que s'inaugurà a Sant Cugat del Vallès el 13 de juny de 2019. De fet, els fons del museu provenen de les col·leccions privades dels seus impulsors.
És autor de llibres especialitzats sobre la història del còmic a Espanya com Tebeos de cine: la influencia cinematográfica en el tebeo clásico Español, 1900-1970 (2017), un recull de més de 650 documents gràfics d'entre el 1900 i el 1970 on es mostra la influència del cinema a la narrativa gràfica espanyola, coneguda popularment com a historieta o tebeo. També col·lecciona, investiga i publica sobre temàtiques relacionades amb la cartelleria publicitària clàssica, la fotografia i les joguines. Als anys 80 va formar part del Colectivo 9º Arte i d'Ediciones Metropol, una editorial barcelonina especialitzada en còmics.

## Obra destacada
- Los programas de mano en España (1994)[6]
- El cartel de cine en España (1996)[7]
- Soligó (2001),[8] dedicat a la memòria gràfica de Josep Soligó Tena, el cartellista de Twenty Century Fox i de la seva filial espanyola Hispano Foxfilms.
- La Magia de Maga: desde la nostalgia (2002)[9]
- Los programas de mano en el cine (2004)[10]
- Macartel (2006),[11] dedicat a la memòria gràfica de Macari Gómez Quibus, més conegut com a Mac.
- Mac, traços de cinema. Macari Gómez, cartells 1955-1980 (2007)[12]
- Tebeos de cine: la influencia cinematográfica en el tebeo clásico Español, 1900-1970 (2017)[4]